# Richard Phelps
Richard Charles Phelps (Londres, 21 de noviembre de 1965) es un deportista británico que compitió en remo. Está casado con la exremera Annamarie Stapleton.
Ganó dos medallas de bronce en el Campeonato Mundial de Remo, en los años 1989 y 1991. Participó en los Juegos Olímpicos de Barcelona 1992, ocupando el sexto lugar en la prueba de ocho con timonel.

## Palmarés internacional
| Campeonato Mundial | Campeonato Mundial | Campeonato Mundial | Campeonato Mundial |
| Año                | Lugar              | Medalla            | Prueba             |
| ------------------ | ------------------ | ------------------ | ------------------ |
| 1989               | Bled (Yugoslavia)  | Medalla de bronce  | Ocho con timonel   |
| 1991               | Viena (Austria)    | Medalla de bronce  | Ocho con timonel   |